# Nati nel 1928/Agosto
| Questa pagina contiene informazioni ricavate automaticamente dalle voci biografiche con l'ausilio del template Bio e di un bot. L'aggiornamento è periodico e automatico e ricostruisce completamente la pagina. Se manca una persona in questa lista, sei pregato di non aggiungerla, ma accertati piuttosto che la sua voce biografica contenga il template Bio e che i dati anagrafici siano correttamente compilati. Se il template Bio manca, inseriscilo tu stesso o, in alternativa, metti l'avviso {{tmp\|Bio}} che ne segnala la mancanza. Se i dati riportati sono sbagliati, correggi direttamente la voce biografica; le modifiche saranno visibili in questa lista entro pochi giorni. Per chiarimenti vedi il progetto biografie. La lista contiene solo le 186 persone che sono citate nell'enciclopedia e per le quali è stato implementato correttamente il template Bio. Pagina aggiornata al 10 ago 2025. |

- 1º agosto - Fulvio Lucisano, produttore cinematografico, produttore televisivo e imprenditore italiano
- 1º agosto - Maria Scutti, atleta paralimpica, schermitrice e tennistavolista italiana († 2005)
- 1º agosto - Michael Sinelnikoff, attore britannico († 2024)
- 1º agosto - Umberto Turco, scenografo italiano († 2003)
- 2 agosto - Luigi Colani, designer tedesco († 2019)
- 2 agosto - Mino Giarda, sceneggiatore italiano († 2024)
- 2 agosto - Antonio Montanti, politico italiano († 1983)
- 2 agosto - Franco Raimondi, calciatore italiano († 1958)
- 2 agosto - Yōko Tani, attrice e showgirl francese († 1999)
- 2 agosto - Louis Trabuc, pittore francese († 2008)
- 2 agosto - Ludovico Zorzi, critico teatrale e saggista italiano († 1983)
- 3 agosto - Cécile Aubry, attrice e sceneggiatrice francese († 2010)
- 3 agosto - Luigi Biffi, pittore e illustratore italiano († 1994)
- 3 agosto - James B. Harris, sceneggiatore, produttore cinematografico e regista statunitense
- 3 agosto - Arrigo Lora Totino, artista e poeta italiano († 2016)
- 3 agosto - Henning Moritzen, attore danese († 2012)
- 3 agosto - Tian Hua, attrice cinese
- 4 agosto - Emilio Bonci, calciatore italiano († 2009)
- 4 agosto - Gerard Damiano, regista statunitense († 2008)
- 4 agosto - Christian Goethals, pilota automobilistico belga († 2003)
- 4 agosto - Flóra Kádár, attrice e doppiatrice ungherese († 2003)
- 4 agosto - Egisto Macchi, compositore e percussionista italiano († 1992)
- 4 agosto - Udham Singh, hockeista su prato indiano († 2000)
- 5 agosto - Vittorio Caissotti di Chiusano, avvocato, dirigente sportivo e politico italiano († 2003)
- 5 agosto - Valentina Fortunato, attrice italiana († 2019)
- 5 agosto - Ennio Mattarelli, ex tiratore a volo italiano
- 5 agosto - Johann Baptist Metz, teologo tedesco († 2019)
- 5 agosto - Joachim Schubart, astronomo tedesco
- 5 agosto - Vera Squarcialupi, politica italiana († 2021)
- 5 agosto - Chung Won-shik, politico e militare sudcoreano († 2020)
- 6 agosto - Salvatore Capilungo, politico italiano († 2019)
- 6 agosto - Michel Clouscard, filosofo, sociologo e antropologo francese († 2009)
- 6 agosto - Franco Cordero, giurista e scrittore italiano († 2020)
- 6 agosto - Andy Warhol, pittore, grafico e illustratore statunitense († 1987)
- 7 agosto - Carlo Ceriotti, ex calciatore italiano
- 7 agosto - Betsy Byars, scrittrice statunitense († 2020)
- 7 agosto - Jinous Nemat Mahmoudi, meteorologa iraniana († 1981)
- 7 agosto - James Randi, illusionista, divulgatore scientifico e personaggio televisivo canadese († 2020)
- 7 agosto - Helen Vita, attrice e cantante svizzera († 2001)
- 8 agosto - Richard Adama, ex ballerino e coreografo statunitense
- 8 agosto - Edip Cansever, poeta turco († 1986)
- 8 agosto - Simón Díaz, cantante e compositore venezuelano († 2014)
- 8 agosto - Lord Alfred Hayes, wrestler britannico († 2005)
- 8 agosto - Tom Reese, attore statunitense († 2017)
- 8 agosto - François Remetter, calciatore francese († 2022)
- 9 agosto - Giovanni Bellinzona, politico italiano († 2005)
- 9 agosto - Milan Bjegojević, cestista e allenatore di pallacanestro jugoslavo († 2003)
- 9 agosto - Bob Cousy, ex cestista e allenatore di pallacanestro statunitense
- 9 agosto - John Francis Donoghue, arcivescovo cattolico statunitense († 2011)
- 9 agosto - Harold Johnson, pugile statunitense († 2015)
- 9 agosto - Camilla Wicks, violinista statunitense († 2020)
- 10 agosto - Eddie Fisher, cantante e attore statunitense († 2010)
- 10 agosto - Gerino Gerini, pilota automobilistico italiano († 2013)
- 10 agosto - Gus Mercurio, pugile e attore statunitense († 2010)
- 10 agosto - Věra Růžičková, ginnasta cecoslovacca († 2018)
- 11 agosto - Beniamino Andreatta, economista e politico italiano († 2007)
- 11 agosto - Robert W. Bussard, fisico statunitense († 2007)
- 11 agosto - Filippo De Gara, attore italiano († 1989)
- 11 agosto - Lucho Gatica, cantante, attore e personaggio televisivo cileno († 2018)
- 11 agosto - Domenico La Forgia, calciatore italiano († 2018)
- 11 agosto - Giorgio Mazzanti, chimico e dirigente pubblico italiano († 2023)
- 11 agosto - Mike O'Neill, cestista statunitense († 1993)
- 11 agosto - John Steven Satterthwaite, vescovo cattolico australiano († 2016)
- 12 agosto - Charles Blackman, artista australiano († 2018)
- 12 agosto - Miloslav Kodl, cestista cecoslovacco († 1985)
- 12 agosto - Fatima Meer, attivista e scrittrice sudafricana († 2010)
- 12 agosto - Giorgio Prodi, oncologo, filosofo e scrittore italiano († 1987)
- 12 agosto - Beni Virtzberg, scrittore tedesco († 1968)
- 13 agosto - Adriana Berselli, costumista italiana († 2018)
- 13 agosto - Mario Cervati, imprenditore e dirigente sportivo italiano († 2012)
- 13 agosto - Giorgio Granzotto, politico italiano († 2016)
- 14 agosto - Gunnar Andersson, calciatore svedese († 1969)
- 14 agosto - Arsenius Butscher, pilota motociclistico tedesco († 2013)
- 14 agosto - Luigi Fenga, poeta, romanziere e saggista italiano († 2016)
- 14 agosto - Maria Giacobbe, scrittrice e saggista italiana († 2024)
- 14 agosto - Jean-René Gougeon, driver francese († 2008)
- 14 agosto - Jana Černá, scrittrice ceca († 1981)
- 14 agosto - Jacques Rouffio, regista e sceneggiatore francese († 2016)
- 14 agosto - Lina Wertmüller, regista, sceneggiatrice e scrittrice italiana († 2021)
- 14 agosto - Amotz Zahavi, biologo e zoologo israeliano († 2017)
- 15 agosto - Czesława Kwoka, polacca († 1943)
- 15 agosto - Everardo Dalla Noce, giornalista, critico d'arte e dirigente sportivo italiano († 2017)
- 15 agosto - Mohamed Ibrahim Egal, politico somalo († 2002)
- 15 agosto - Chuck Grigsby, cestista e allenatore di pallacanestro statunitense († 2003)
- 15 agosto - Leandro Locsin, architetto e artista filippino († 1994)
- 15 agosto - Nosher Powell, attore, stuntman e pugile britannico († 2013)
- 15 agosto - Nicolas Roeg, regista e direttore della fotografia britannico († 2018)
- 15 agosto - Fritz Røed, scultore norvegese († 2002)
- 15 agosto - Marti Stevens, attrice statunitense
- 16 agosto - Ann Blyth, attrice e cantante statunitense
- 16 agosto - Eydie Gormé, cantante statunitense († 2013)
- 16 agosto - George King, cestista e allenatore di pallacanestro statunitense († 2006)
- 16 agosto - Sheila Lerwill, ex altista britannica
- 16 agosto - Carl Perkins, pianista e compositore statunitense († 1958)
- 16 agosto - Anthony Price, scrittore britannico († 2019)
- 16 agosto - Levan Sanadze, velocista sovietico († 1998)
- 16 agosto - Ante Vulić, calciatore jugoslavo († 1993)
- 17 agosto - Riccardo Napolitano, regista italiano († 1993)
- 17 agosto - James Rossant, architetto e artista statunitense († 2009)
- 18 agosto - Antonio Ambrosanio, arcivescovo cattolico italiano († 1995)
- 18 agosto - Luciano De Crescenzo, filosofo, scrittore e regista italiano († 2019)
- 18 agosto - Dariush Forouhar, politico iraniano († 1998)
- 18 agosto - Alan R. Katritzky, chimico britannico († 2014)
- 18 agosto - Narciso López Rodríguez, calciatore messicano († 1988)
- 18 agosto - Elena Marinucci, politica italiana († 2023)
- 18 agosto - Theodore Millon, psicologo statunitense († 2014)
- 18 agosto - Luigi Parodi, calciatore italiano († 1994)
- 19 agosto - Ratna Rajya Lakshmi Devi, regina nepalese
- 19 agosto - Lia Finzi, educatrice, politica e scrittrice italiana
- 19 agosto - Dzidra Ritenberga, attrice e regista sovietica († 2003)
- 19 agosto - Vladimir Slavov, cestista bulgaro
- 19 agosto - Marisa Volpi, storica dell'arte, critica d'arte e scrittrice italiana († 2015)
- 19 agosto - Rocco Zito, mafioso italiano († 2016)
- 19 agosto - Maria Francesca di Borbone-Parma, principessa italiana
- 20 agosto - Mirella Bandini, storica e critica d'arte italiana († 2009)
- 20 agosto - Adriano Garsia, matematico italiano († 2024)
- 20 agosto - Theodor Kotulla, regista polacco († 2001)
- 20 agosto - Piet Kraak, calciatore olandese († 1984)
- 20 agosto - Monteiro da Costa, calciatore e allenatore di calcio portoghese († 1984)
- 20 agosto - Liliana Tagliaferri, ex velocista italiana
- 20 agosto - José Villar Fernández, allenatore di calcio e calciatore spagnolo († 2007)
- 21 agosto - Chris Brasher, siepista, orientista e giornalista britannico († 2003)
- 21 agosto - Arnaldo Di Giovanni, politico italiano († 2012)
- 21 agosto - Gunnar Dybwad, calciatore norvegese († 2012)
- 21 agosto - Addison Farmer, contrabbassista statunitense († 1963)
- 21 agosto - Art Farmer, trombettista statunitense († 1999)
- 21 agosto - Piero Giangaspro, artista, giornalista e critico d'arte italiano († 1999)
- 21 agosto - Franco Lantieri, attore italiano († 1991)
- 21 agosto - Henri Padou, nuotatore francese († 1999)
- 21 agosto - Mário Pinto de Andrade, politico, attivista e scrittore angolano († 1990)
- 21 agosto - Tino Sabbadini, ciclista su strada francese († 2002)
- 21 agosto - Gillian Sheen, schermitrice britannica († 2021)
- 22 agosto - Attilio Gelli, ex calciatore italiano
- 22 agosto - Slavko Goldstein, letterato, politico e storico jugoslavo († 2017)
- 22 agosto - Vicente Iturat, ciclista su strada spagnolo († 2017)
- 22 agosto - John Lupton, attore statunitense († 1993)
- 22 agosto - Paul S. Martin, geologo, paleontologo e zoologo statunitense († 2010)
- 22 agosto - Jurij Nolev-Sobolev, artista russo († 2002)
- 22 agosto - Karlheinz Stockhausen, compositore tedesco († 2007)
- 22 agosto - Con Sullivan, calciatore inglese († 2022)
- 23 agosto - Marie Noe, assassina seriale statunitense († 2016)
- 23 agosto - Marian Seldes, attrice statunitense († 2014)
- 24 agosto - Oliviero Belcastro, calciatore italiano († 1996)
- 24 agosto - Peter Z. Geer, politico statunitense († 1997)
- 24 agosto - Frederick Hawthorne, chimico statunitense († 2021)
- 24 agosto - Antonio Ozores, attore e regista spagnolo († 2010)
- 24 agosto - Fabio Pittorru, sceneggiatore, regista e scrittore italiano († 1995)
- 25 agosto - Ede Komáromi, cestista e allenatore di pallacanestro ungherese († 2006)
- 25 agosto - Herbert Kroemer, fisico tedesco († 2024)
- 25 agosto - Marc Perruchoud, calciatore svizzero († 2007)
- 25 agosto - Bob Roper, cestista statunitense († 2008)
- 25 agosto - Piero Simondo, pittore italiano († 2020)
- 25 agosto - Maria Tarditi, scrittrice italiana († 2017)
- 26 agosto - Alessandro Damiani, giornalista e scrittore italiano († 2015)
- 26 agosto - Edoardo Fadini, critico teatrale italiano († 2013)
- 26 agosto - Franco Franchi, avvocato e politico italiano († 2004)
- 26 agosto - Naïm Kattan, scrittore e critico letterario iracheno († 2021)
- 26 agosto - Andrew Porter, critico musicale e organista britannico († 2015)
- 26 agosto - Bernhard Termath, calciatore e allenatore di calcio tedesco († 2004)
- 26 agosto - Santiago Vernazza, calciatore argentino († 2017)
- 27 agosto - Péter Boross, politico ungherese
- 27 agosto - Mangosuthu Buthelezi, politico e attivista sudafricano († 2023)
- 27 agosto - Francesco Saverio Salerno, vescovo cattolico italiano († 2017)
- 27 agosto - Othmar Schneider, sciatore alpino, dirigente sportivo e tiratore a segno austriaco († 2012)
- 27 agosto - Osamu Shimomura, chimico giapponese († 2018)
- 27 agosto - Ryūzō Yanagimachi, biologo giapponese († 2023)
- 27 agosto - Ján Zachara, pugile cecoslovacco († 2025)
- 28 agosto - Mushtaq Ahmed, hockeista su prato pakistano († 2011)
- 28 agosto - Sava Antić, calciatore jugoslavo († 1998)
- 28 agosto - Kenny Drew, pianista statunitense († 1993)
- 28 agosto - Kang Chang-gi, calciatore sudcoreano († 2007)
- 28 agosto - Antonio Montero Moreno, arcivescovo cattolico spagnolo († 2022)
- 28 agosto - Ugo Mulas, fotografo italiano († 1973)
- 28 agosto - Tito Salomoni, pittore italiano († 1986)
- 29 agosto - Aaron Cicourel, sociologo statunitense († 2023)
- 29 agosto - Charles Gray, attore britannico († 2000)
- 29 agosto - Michele Molese, tenore statunitense († 1989)
- 29 agosto - Enrico Musolino, pattinatore di velocità su ghiaccio italiano († 2010)
- 30 agosto - Eugenio Bozzello Verole, politico italiano († 2024)
- 30 agosto - Seymour Chatman, critico letterario e critico cinematografico statunitense († 2015)
- 30 agosto - Franco Fraticelli, montatore italiano († 2012)
- 30 agosto - Clelia Laviosa, archeologa e etruscologa italiana († 1999)
- 31 agosto - Lionello Bertoldi, politico italiano († 2022)
- 31 agosto - James Coburn, attore statunitense († 2002)
- 31 agosto - Jeremy Maas, critico d'arte britannico († 1997)
- 31 agosto - Jaime Sin, cardinale e arcivescovo cattolico filippino († 2005)